# デロイト トウシュ トーマツ
デロイト・トウシュ・トーマツ（Deloitte Touche Tohmatsu、略称:DTT）は、従業員41万人、売上9兆円規模の世界最大会計事務所であり、世界四大会計事務所 (Big 4) の一つであるプロフェッショナルサービスファームである。イギリスとアメリカの会計事務所デロイト&トウシュや日本の有限責任監査法人トーマツが中心となって運営されており、「デロイト (Deloitte)」と称される。

## 概要
正式名称は「デロイト・トウシュ・トーマツ」であるが、単に「デロイト」とも自称し、時には「デロイトトウシュ」と呼ばれることもある。「デロイト」、「トウシュ」、「トーマツ」の名はいずれも人名に由来しており、デロイトはアメリカ合衆国（ウィリアム・ウェルチ・デロイト）、トウシュはイギリス（ジョージ・トウシュ）、トーマツは日本（等松農夫蔵）のそれぞれ会計士の名前である。これには、ヨーロッパ、アメリカ、アジアを広くカバーするファームであることを示す意図があるともいわれる。
ロンドンを発祥地とし、現在の本部はニューヨークである。加盟する会計事務所は、世界150カ国に及び、アーンスト・アンド・ヤング (EY)、KPMG、プライスウォーターハウスクーパース (PwC) とともに世界4大会計事務所のひとつとなっており、世界最大の監査法人グループ (Professional Service Firm) となっている。
2009年にビジネスウィーク (BusinessWeek) 誌が発表した「キャリアをスタートするのに最も良い企業」で全米1位を獲得した。
2022年4月、2021年から2032年までの10年間におよぶワールドワイドオリンピック/パラリンピックパートナー契約（TOPパートナーシップ）を締結した。

## 沿革
- 1845年 - ウィリアム・ウェルチ・デロイト、ロンドンに会計事務所を設立。
- 1880年 - デロイト、ニューヨークへ進出。
- 1896年 - チャールズ・ワルド・ハスキンズとエリア・ワット・セルズ、ニューヨークで事務所を開業。
- 1898年 - ジョージ・トウシュ、ロンドンで事務所を開業。
- 1900年 - トウシュの事務所にジョン・バレンタイン・ニーブンが加わり、ニューヨークでトウシュ・ニーブン会計事務所を創立。
- 1947年 - トウシュ・ニーブン会計事務所とA・R・スマート会計事務所が合併、トウシュ・ニーブン・ベイリー＆スマート会計事務所となる。
- 1952年 - デロイト会計事務所とハスキンズ・アンド・セルズ会計事務所が合併、デロイト・ハスキンズ・アンド・セルズ会計事務所が発足。
- 1960年 - トウシュ・ニーブン・ベイリー＆スマート会計事務所がカナダのロス会計事務所を合併、トウシュ・ロス・ベイリー＆スマート会計事務所となる。1969年にトウシュ・ロス会計事務所へ改称。
- 1968年 - 等松・青木監査法人が創立。
- 1975年 - 等松・青木監査法人とトウシュ・ロス会計事務所が業務提携。
- 1990年1月 - デロイト・ハスキンズ・アンド・セルズ会計事務所とトウシュ・ロス会計事務所が合併し、デロイト&トウシュ会計事務所が発足。これに合わせ、国際組織デロイト・ハスキンズ・アンド・セルズ・インターナショナルとトウシュ・ロス・インターナショナルも合併。国際名称をデロイト ロス トーマツ インターナショナル (DRTI) に変更
- 1992年6月 - 国際名称をデロイト トウシュ トーマツ インターナショナル (DTTI) に変更
- 1998年1月 - 国際名称をデロイト トウシュ トーマツ (DTT) に変更
- 2000年6月 - デロイト トウシュ トーマツのインテグレーションステージがスタートし、日本の監査法人トーマツ（現 有限責任監査法人トーマツ）もインテグレーションに参画

## 日本における活動
日本では、グループのガバナンスおよび経営執行を担うデロイト トーマツ合同会社と、監査・保証業務、リスクアドバイザリー、コンサルティング、ファイナンシャルアドバイザリー、税務・法務の各ビジネスとコーポレート機能等を提供する各社を保有する構造となっている。また、上記の各社を総称して「デロイト トーマツ グループ」の通称を利用している。
なお、デロイト トーマツ グループに属する各社とグローバルネットワークを組織であるデロイト トウシュ トーマツ リミテッド（"DTTL"、または"Deloitte Global"）ならびに海外のメンバーファームやその関係法人等との間において資本金の観点による親子関係は存在せず、法的に独立した別個の組織体である。そのため、デロイト トーマツ グループの各社は外資系企業の定義に合致せず、他のBig4と呼ばれるファームの各社における日本国内の法人と同様に日系企業である。

### 日本における法人一覧(2024年4月現在)

#### グループガバナンス・経営執行
- デロイト トーマツ合同会社

#### 監査・保証業務
- 有限責任監査法人トーマツ
- デロイト トーマツ smooth株式会社
- デロイト トーマツ エフビー株式会社

#### リスクアドバイザリー
- デロイト トーマツ リスクアドバイザリー合同会社
- デロイト トーマツ サイバー合同会社
- デロイト トーマツ ウェブサービス株式会社
- デロイト トーマツ エスピーアイ株式会社
- デロイト トーマツ LHit データビジョナリー株式会社
- デロイト トーマツ km2y株式会社
- デロイト トーマツ サステナビリティ株式会社
- デロイト トーマツ プロダクト＆テクノロジー株式会社
- 株式会社ウェブレッジ

#### コンサルティング
- デロイト トーマツ コンサルティング合同会社
- デロイト トーマツ アクト株式会社
- デロイト トーマツ ノード株式会社
- デロイト トーマツ デザイン メタ・マ二エラ株式会社

#### ファイナンシャルアドバイザリー
- デロイト トーマツ ファイナンシャルアドバイザリー合同会社
- デロイト トーマツ アンサングヒーローズ株式会社
- デロイト トーマツ エクイティアドバイザリー合同会社
- デロイト トーマツ CRC株式会社
- デロイト トーマツ 人材機構株式会社
- デロイト トーマツ テレワークセンター株式会社
- デロイト トーマツ PRS株式会社
- デロイト トーマツ ベンチャーサポート株式会社
- デロイト トーマツ ミック経済研究所株式会社

#### 税務・法務
- デロイト トーマツ税理士法人
- DT弁護士法人
- デロイト トーマツ 行政書士法人
- デロイト トーマツ 弁理士法人
- デロイト トーマツ GTB株式会社
- デロイト トーマツ ファミリーオフィスサービス合同会社
- デロイト トーマツ タレントプラットフォーム株式会社
- デロイト トーマツ 社会保険労務士法人

#### リスクアドバイザリー/コンサルティング/ファイナンシャルアドバイザリー
- デロイトトーマツ スペース アンド セキュリティ合同会社

#### コーポレート
- デロイト トーマツ グループ合同会社
- デロイト トーマツ サービシーズ株式会社
- トーマツチャレンジド株式会社

#### 研究所
- デロイト トーマツ サイバーセキュリティ先端研究所

#### その他
- 一般社団法人デロイト トーマツ ウェルビーイング財団

### 歴代日本包括代表
| 代 | 氏名       | 期間                   | 出身法人                 | 出身校                               |
| -- | ---------- | ---------------------- | ------------------------ | ------------------------------------ |
| 1  | 川北博     | 1990年6月 - 1993年5月  | 有限責任監査法人トーマツ | 陸軍士官学校（58期）・中央大学商学部 |
| 2  | 田近耕次   | 1993年5月 - 1999年5月  | 有限責任監査法人トーマツ | 中央大学商学部                       |
| 3  | 高岡次郎   | 1999年6月 - 2001年5月  | 有限責任監査法人トーマツ | 東京大学経済学部                     |
| 4  | 阿部紘武   | 2001年6月 - 2007年5月  | 有限責任監査法人トーマツ | 中央大学商学部                       |
| 5  | 佐藤良二   | 2007年6月 - 2010年11月 | 有限責任監査法人トーマツ | 慶應義塾大学経済学部                 |
| 6  | 天野太道   | 2010年11月 - 2015年7月 | 有限責任監査法人トーマツ | 早稲田大学商学部                     |
| 7  | 小川陽一郎 | 2015年8月 - 2018年6月  | 有限責任監査法人トーマツ | 慶應義塾大学商学部                   |
| 8  | 永田高士   | 2018年6月 - 2022年5月  | 有限責任監査法人トーマツ | 慶應義塾大学商学部                   |
| 9  | 木村研一   | 2022年6月 -            | 有限責任監査法人トーマツ | 立教大学経済学部                     |

## デロイト アジアパシフィック
デロイト アジアパシフィック リミテッド（デロイトAP）は、日本を含むアジア太平洋地域でのデロイトのさまざまな専門領域における連携を目的に2018年9月にイングランドおよびウェールズで設立された保証有限責任会社である。
デロイトAPのメンバーはそれぞれが法的に独立した別個の組織体であり、第三者との関係において相互に義務を課したり、拘束力を及ぼしたりすることはなく、従来からの経営体制を保持しつつ、同地域での連携を強化することを目的としていており、クライアントに対するサービスの提供は実施していない。